# Ярослава Мудрого (станция метро)
«Ярослава Мудрого» (укр. Ярослава Мудрого; до 26 апреля 2024 года — «Пушкинская» (укр. Пушкiнська  (слушать)о файле) — станция Харьковского метрополитена на Салтовской линии. Расположена между станциями «Киевская» и «Университет». Находится в Нагорном районе под площадью Ярослава Мудрого на пересечении улиц Сковороды, Ярослава Мудрого и Гуданова. Является самой глубокой станцией Харьковского метрополитена — 30 метров.

## История и описание
Станция открыта 11 августа 1984 года под названием «Пушкинская». 26 апреля 2024 года после ракетного удара российской армии по Харькову 23 января 2024 года в ходе её вторжения переименована в «Ярослава Мудрого».
Станция имеет выходы к юридической академии и общежитию «Гигант». Неподалёку расположены также педагогический и автодорожный университеты, НТУ «ХПИ», ряд научных и лечебных учреждений. Рядом со станцией начинается ряд автобусных маршрутов, связывающих этот район с Павловым Полем, Алексеевкой и Пятихатками.
Конструкция станции — пилонная глубокого заложения (глубина заложения — 30 метров). Архитектура станции изначально отражала тему, связанную с именем поэта, напоминая архитектуру дворцов и театров пушкинских времен. Облицовка пилонов в форме ниспадающих складок материи, белые мраморные стены на фоне темно-серых полов, декоративные решетки вентиляции, позолоченные светильники как нельзя более воссоздают интерьеры начала позапрошлого столетия. Композицию станционного зала завершала классический профиль поэта, обрамленный лавровым венком. Дополняли картину декоративные композиции из рельефных элементов на темы «Пушкин на Украине» и «Творчество Пушкина». Выполненные из бронзы, фаянса, кованого металла, они размещены на стенах вестибюля и платформы. Название станции на путевых стенах также состояло из позолоченных прописных букв, стилизованных под интерьер станции.

## Галерея

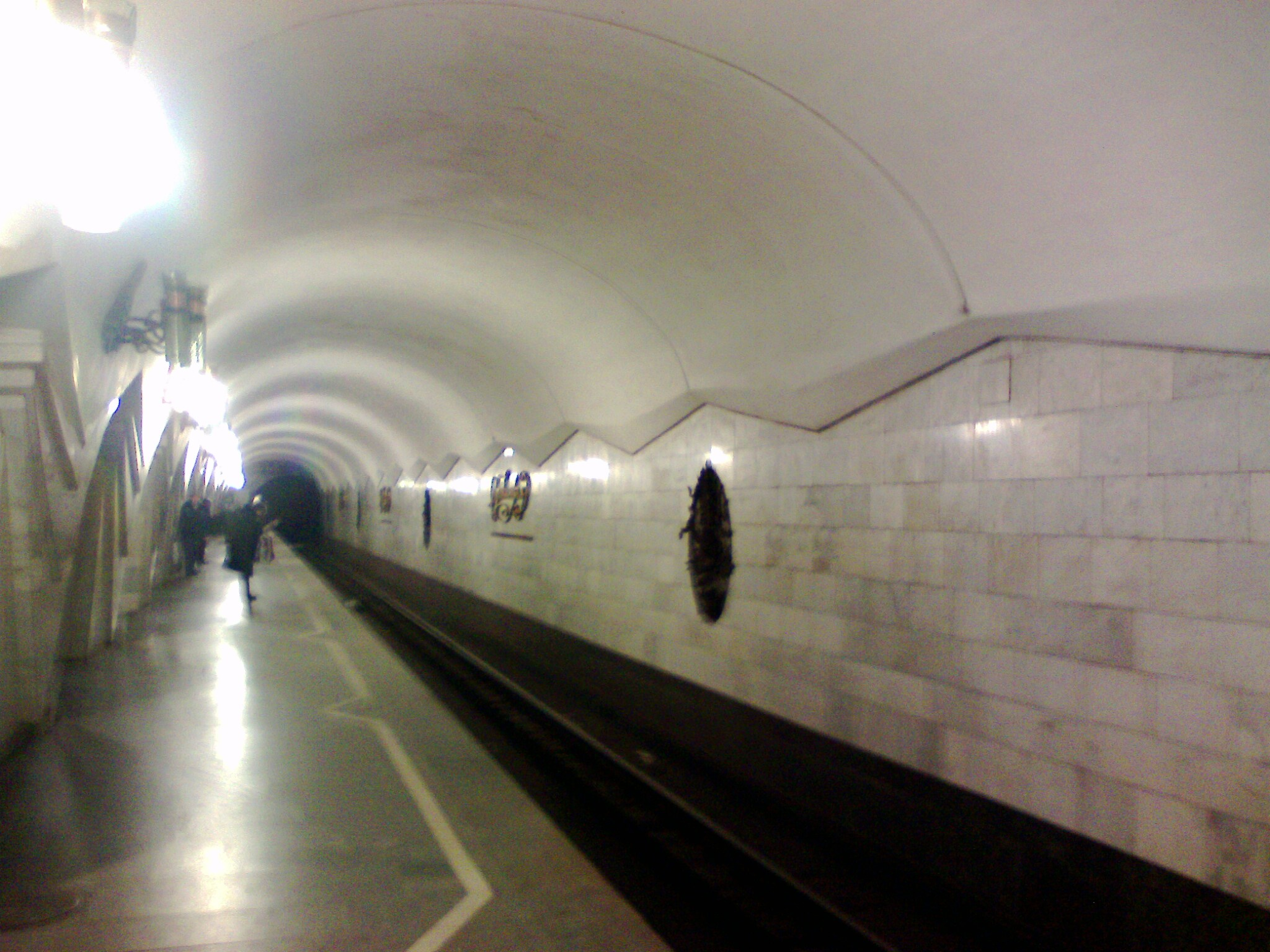
Платформа станции.
Надпись над платформой Пушкинская, стилизованная под подпись Пушкина. После распада СССР не была заменена украинской, как на всех станциях (как и надпись Киевская). Внизу перечень станций в салтовском направлении.
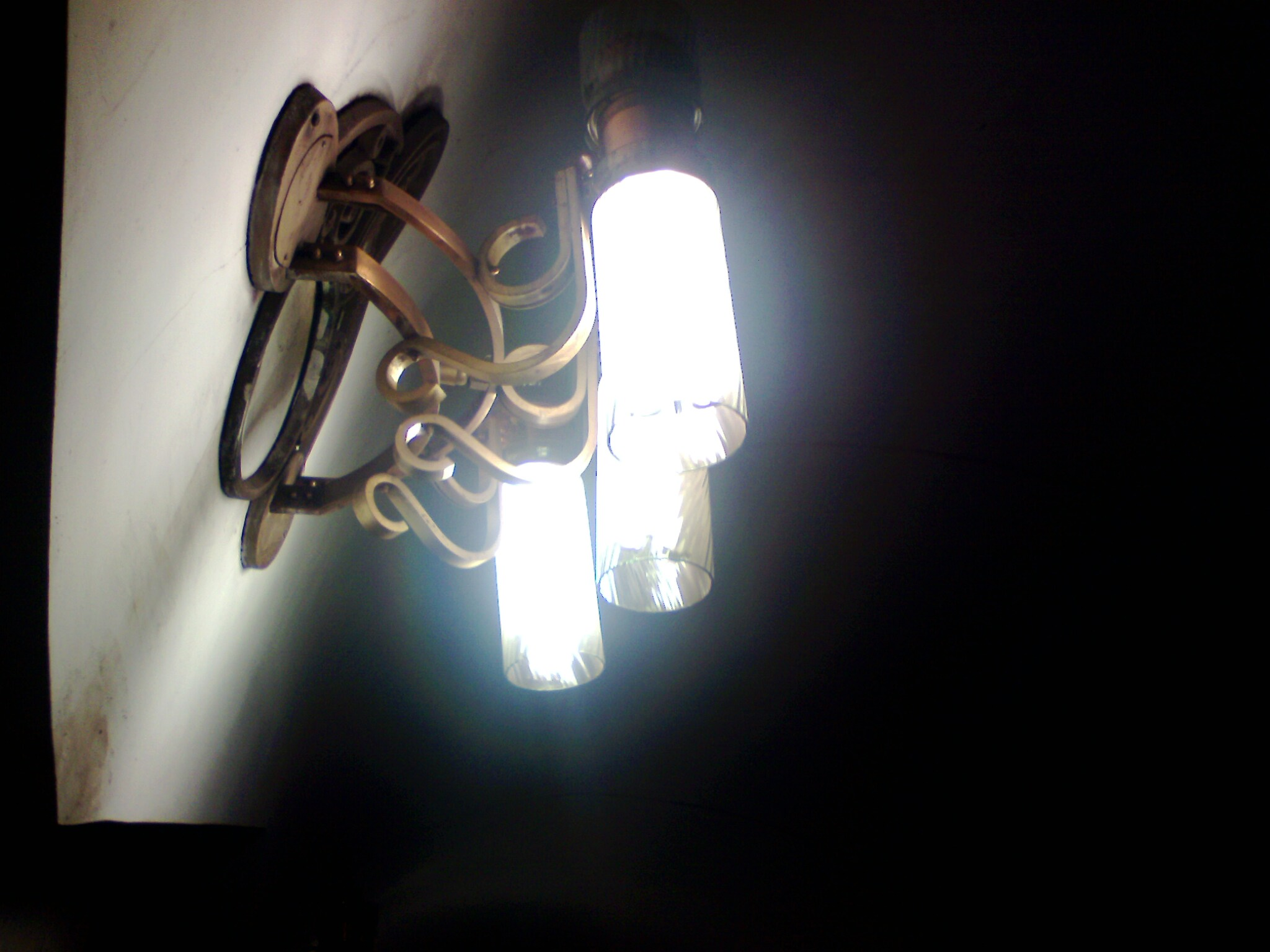
Светильник на станции.
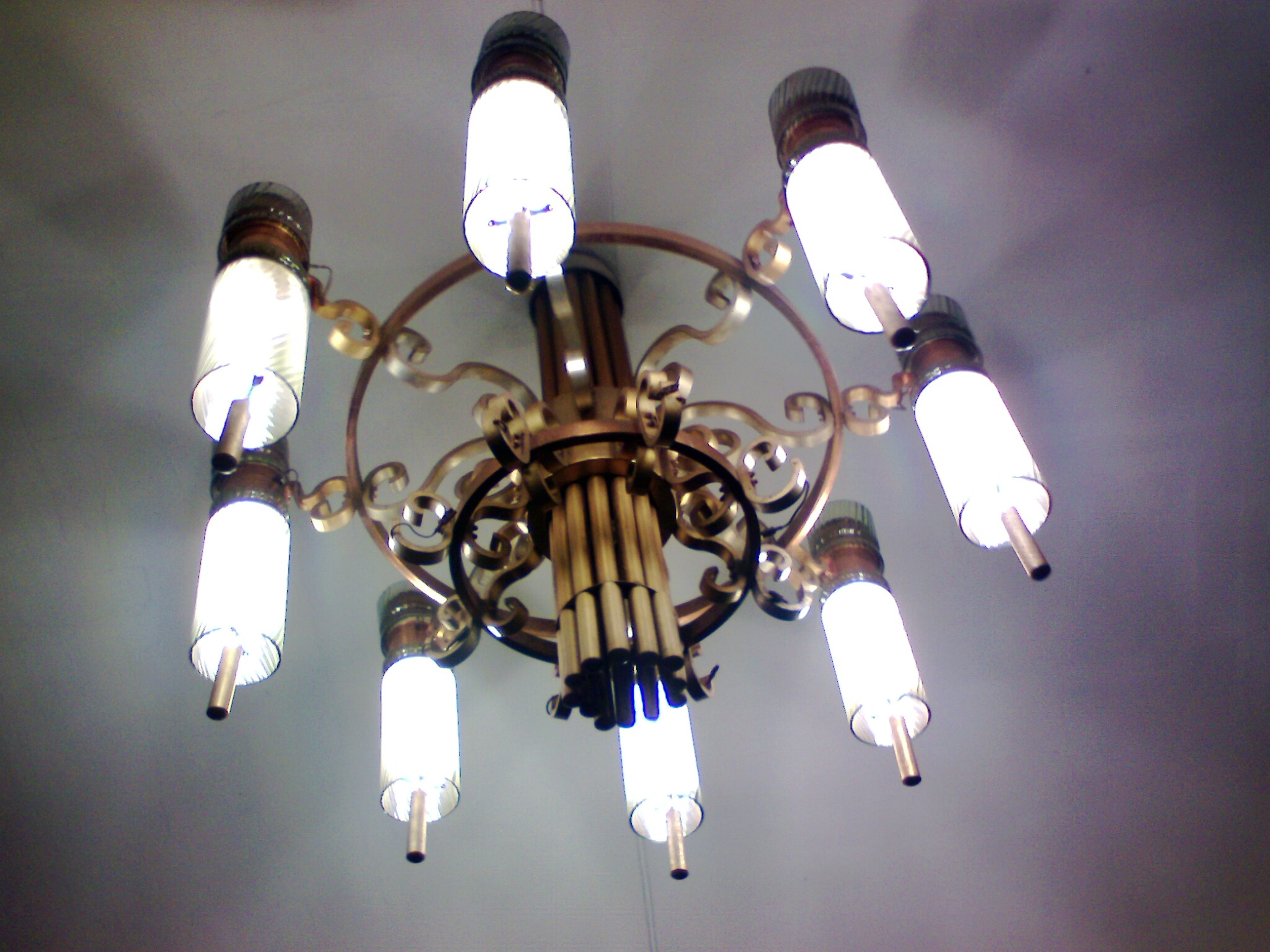
Большая люстра станции, напоминающая люстры старых станций Московского метро.
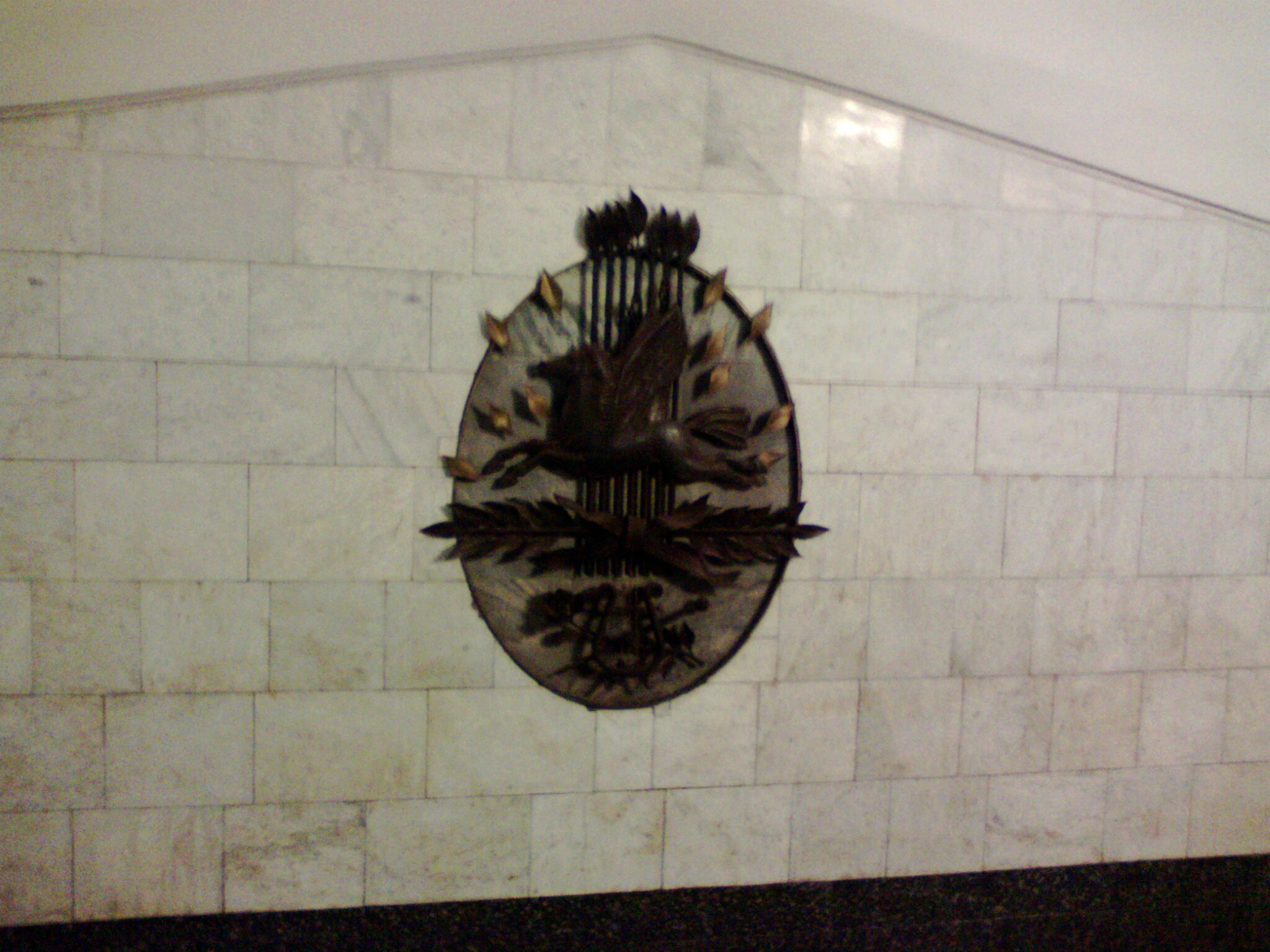
Один из множества небольших бронзовых барельефов станции.
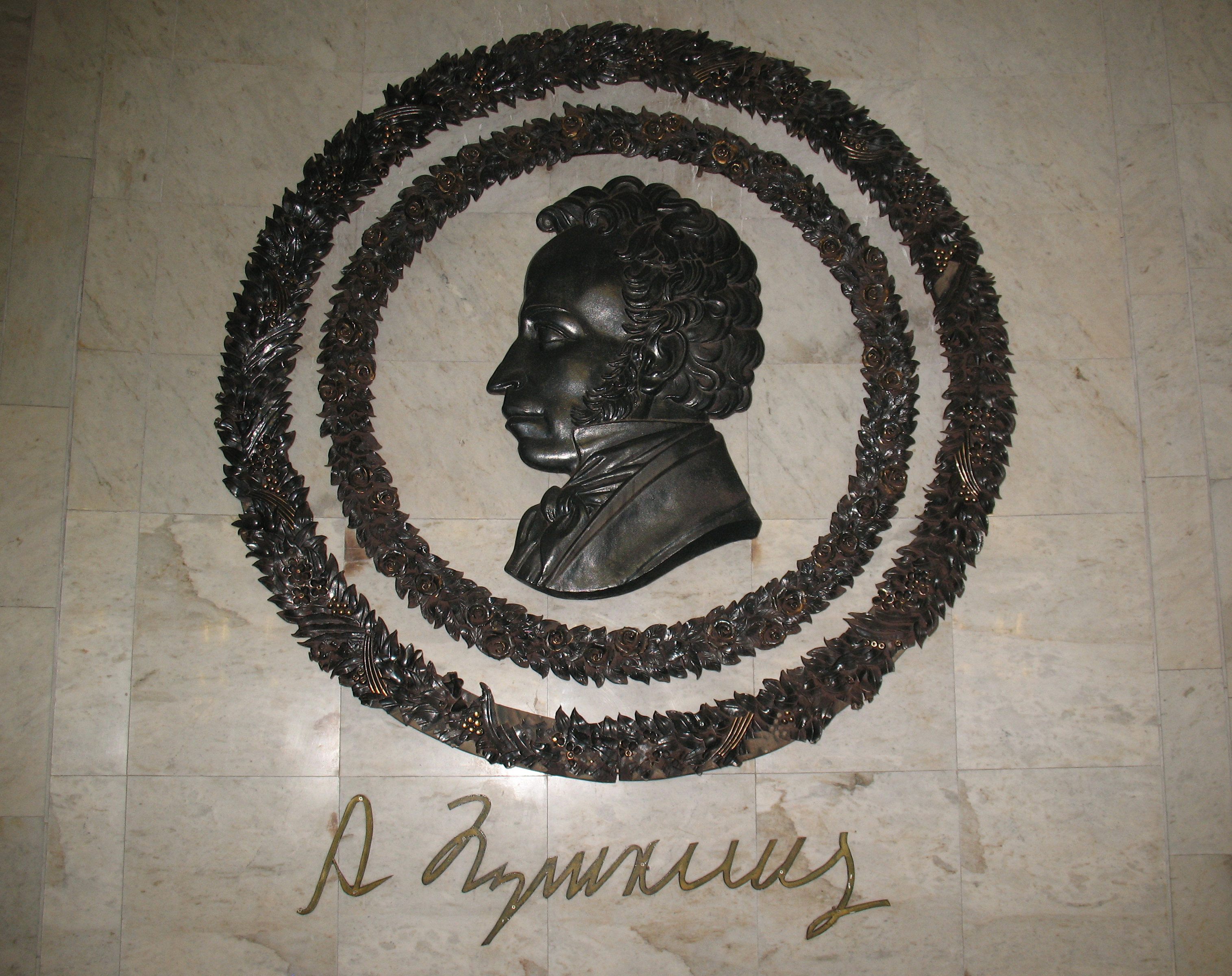
Бюст Александра Пушкина в центральном зале станции — одно из главных её украшений.
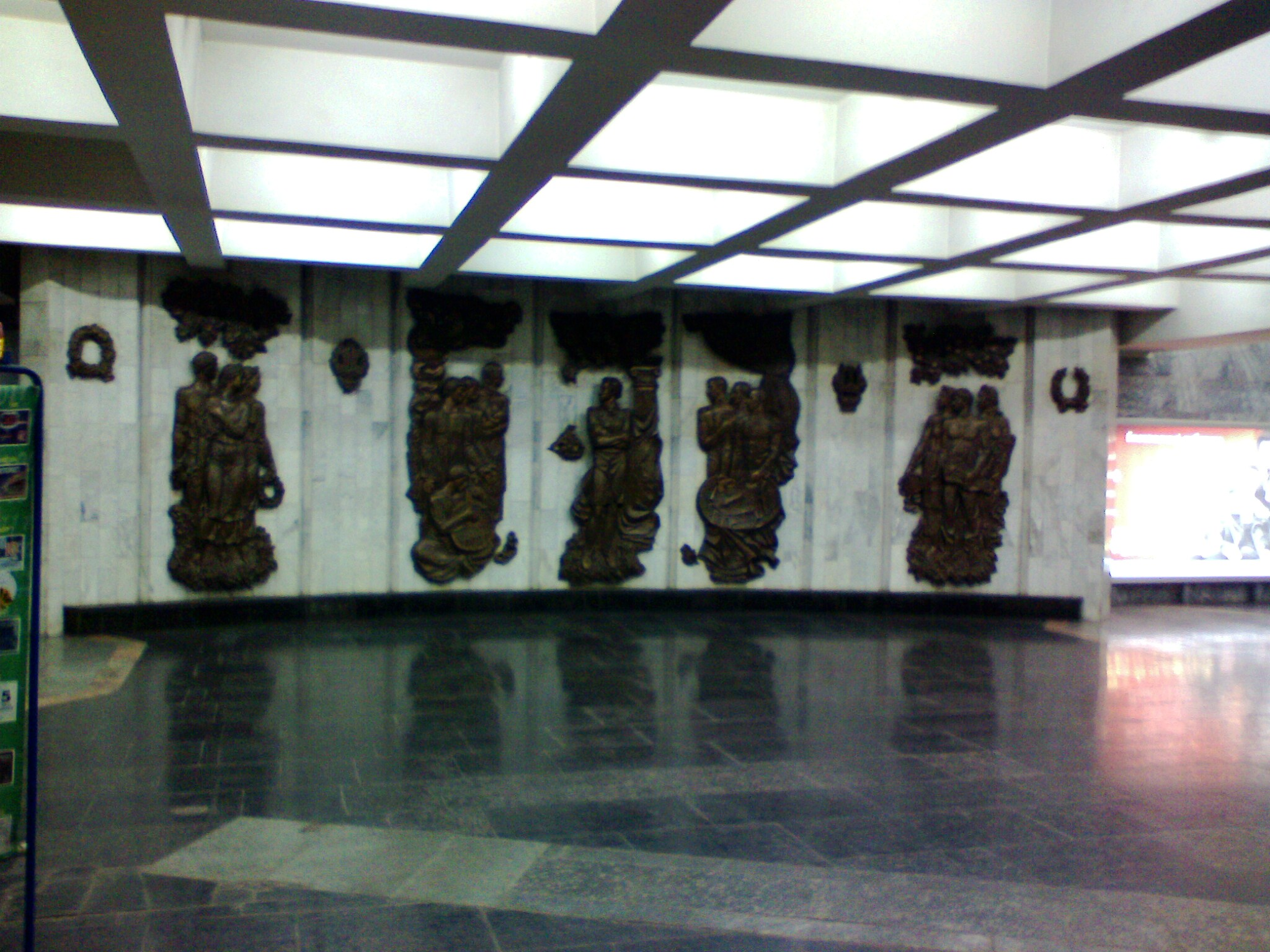
Барельеф из пяти фигур перед эскалатором на станцию метро «Пушкинская».
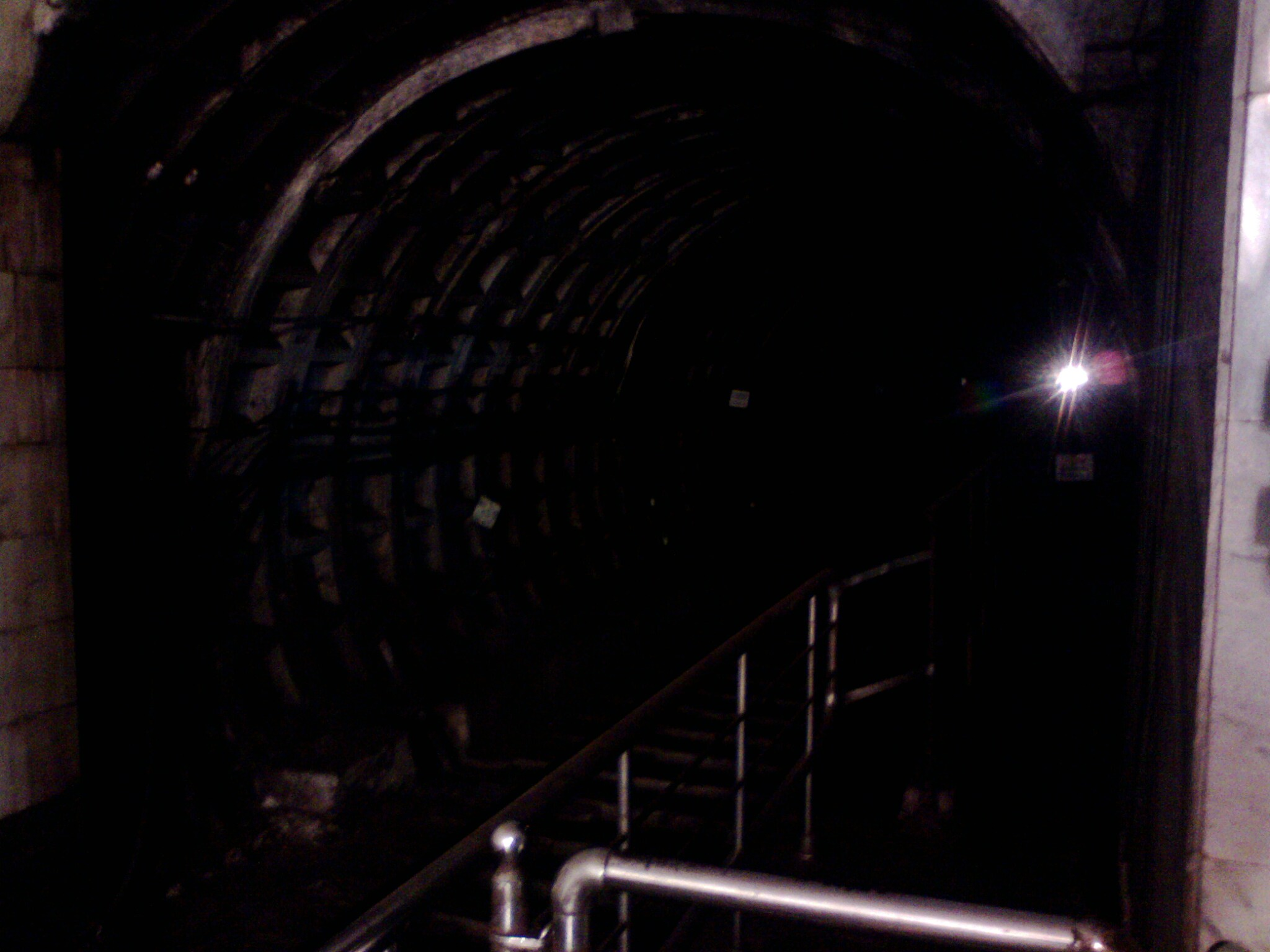
Туннель при въезде на станцию со стороны Киевской.
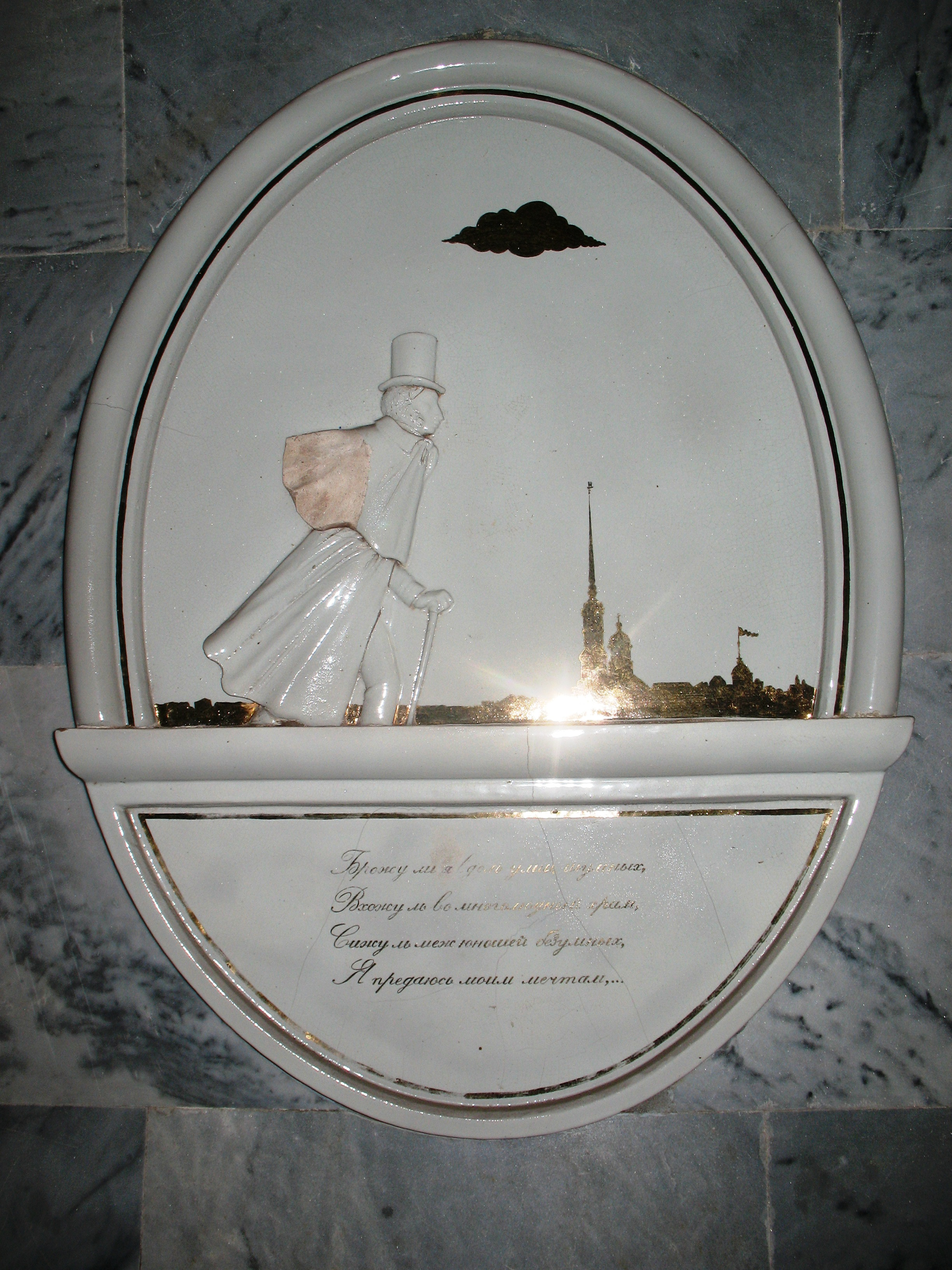
Керамический настенный барельеф А. С. Пушкина, идущего вдоль Невы, с видом на Петропавловскую крепость, расположенную на Заячьем острове. Ниже строфы пушкинских стихов. Это один из 20 настенных барельефов станции.
Керамический настенный барельеф лиры. Ниже строфы пушкинских стихов. Это один из 20 настенных барельефов станции.
Керамический настенный барельеф пегаса. Ниже строфы пушкинских стихов. Это один из 20 настенных барельефов станции.
Керамический настенный барельеф букета. Ниже строфы пушкинских стихов. Это один из 20 настенных барельефов станции.